# Victory Motorcycles

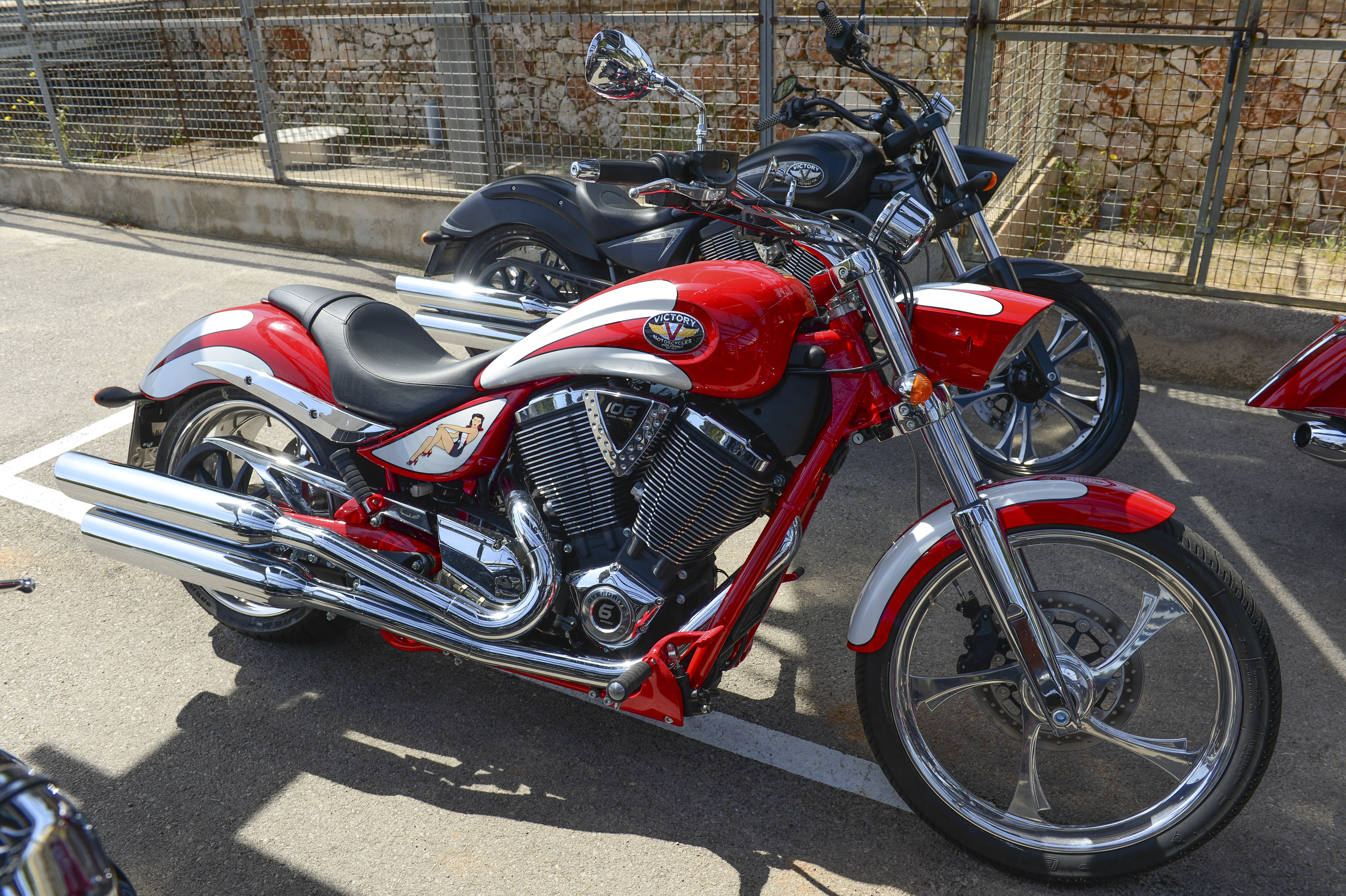
Мотоцикл Victory

Victory Motorcycles — компанія-виробник мотоциклів заснована в Міннеаполісі, штат Міннесота (США) в 1997 році як дочірня компанія Polaris Industries. Компанія пропонує мотоцикли в стилі Harley-Davidson з двигуном V2 розроблені як турист (touring), спортивний турист (sport-touring), чоппер і круізер (cruiser).

## Моделі
- V92C
- V92SC SportCruiser
- V92TC Touring Cruiser
- Vegas
- Vegas 8-Ball
- Kingpin/Kingpin Deluxe/Kingpin Tour
- Kingpin 8-Ball
- Hammer
- Hammer 8-Ball
- Vegas Jackpot
- Ness Signature Series
- Vision Street
- Vision Tour
- Vision 8-Ball
- Cross Country
- Cross Roads

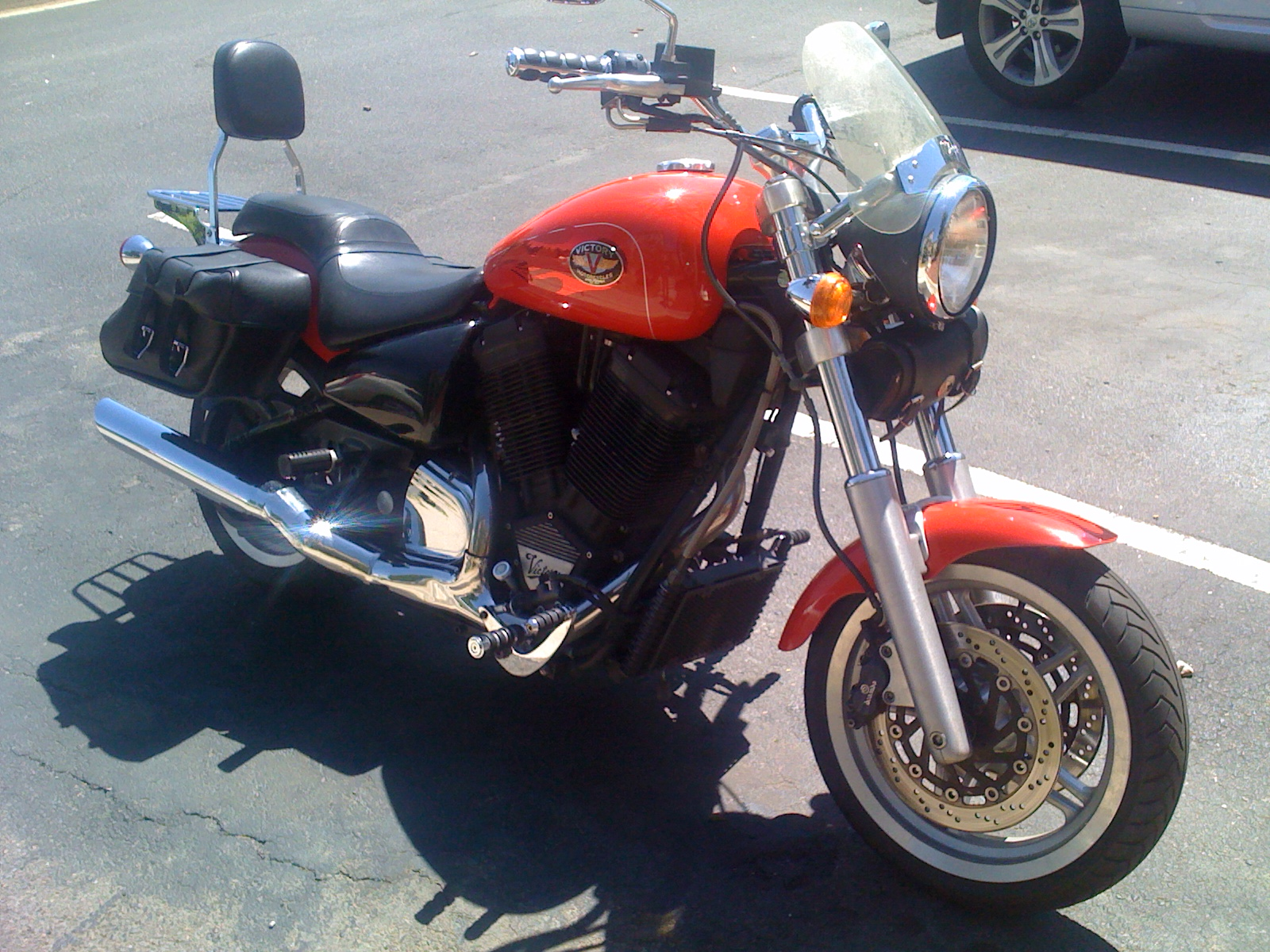
Victory V92SC
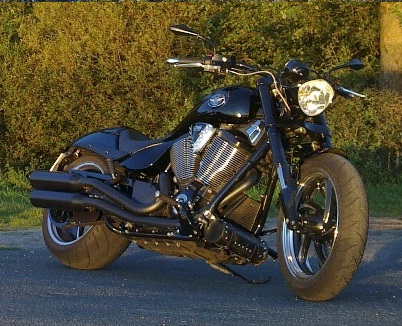
Victory Hammer 8-Ball
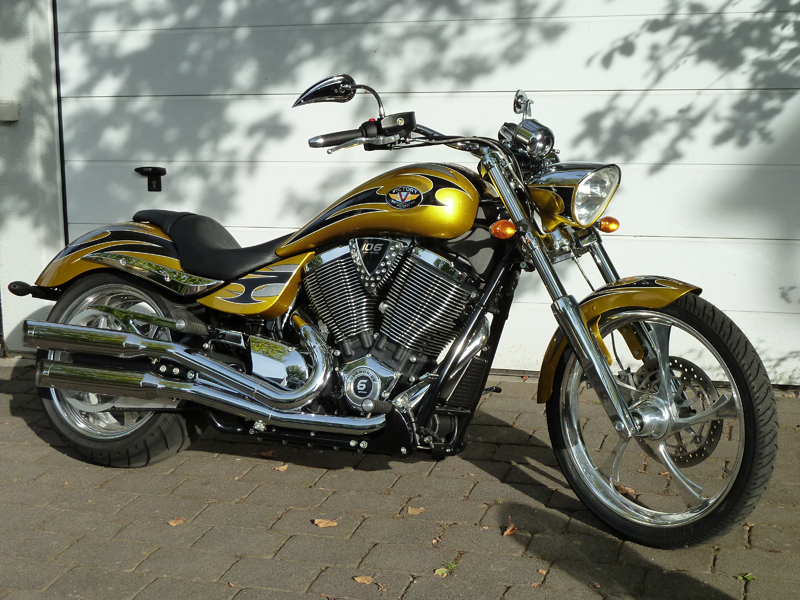
Victory Jackpot
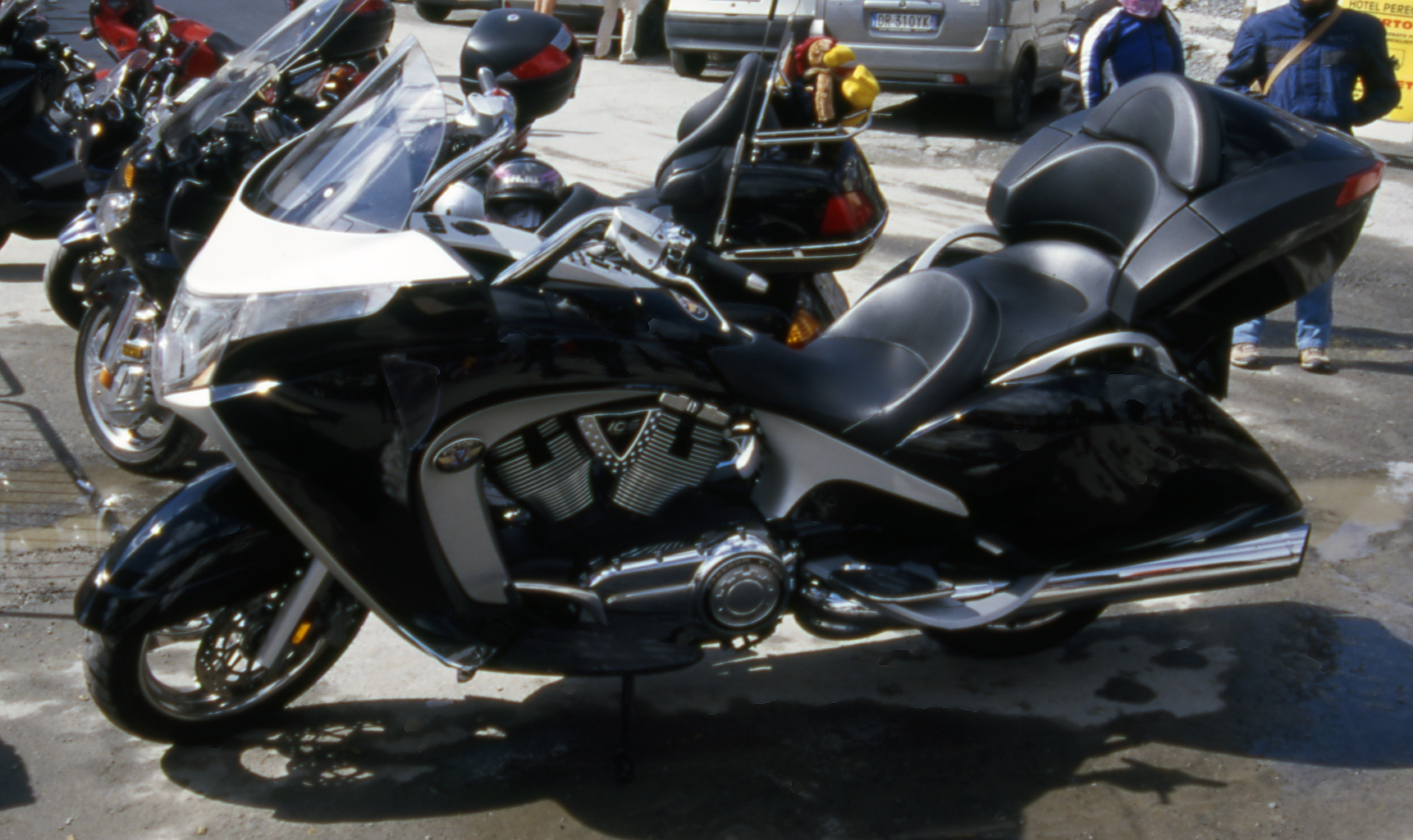
Victory Vision Tour